# خودت انجام بده

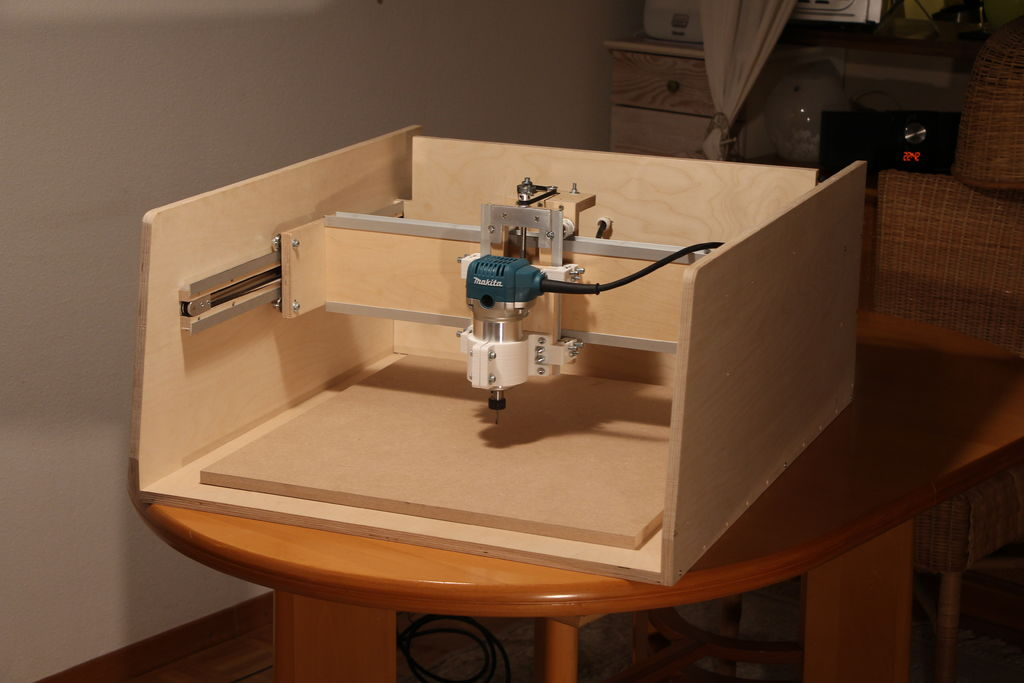
یک دستگاه CNC ساخته شده به وسیله دست به عنوان یک پروژه DIY

خودت انجام بده (Do it yourself or DIY) اصطلاحی است که از دهه ۱۹۵۰ میلادی در برخی کشورهای غربی به ویژه ایالات متحده آمریکا رواج پیدا کرد و معنای آن تعمیر، اصلاح، ساختن یا انجام برخی کارهای فنی در خانه یا بیرون از خانه بدون کمک خواستن از متخصصان و استادکاران آن رشته‌است. امروزه در کشورهای یاد شده این شیوه رواج گسترده‌ای یافته‌است و رشته‌های گوناگونی را - بجز کارهایی که به دلیل حساسیت، تنها کارآزمودگان مجاز به انجام آن هستند - شامل می‌شود.
در این روش علاوه بر صرفه‌جویی در هزینه‌ها و مصرف مواد اولیه، باعث پرورش استعدادهای فنی و پر شدن اوقات فراغت نیز می‌گردد.